# TRAZ
TRAZ (Transformable Arcade Zone) – gra typu Arkanoid na komputer Commodore 64 wydana w 1988 roku przez Cascade Games.